# ХК Бринес
ХК Бринес (швед. Brynäs IF) професионални је шведски клуб хокеја на леду из града Јевлеа. Тренутно се такмичи у елитној хокејашкој СХЛ лиги Шведске и са укупно 13 титула националног првака други је најефикаснији клуб у Шведској, после Јургордена који има 16 титула.
Домаће утакмице игра у дворани Јевлеринкен арена капацитета 8.585 седећих места за хокејашке утакмице.

## Историјат
Бринес ИФ је основан 1912. као спортско друштво, а његова хокејашка секција је са такмичарским програм почела 1939. године. Један је од најуспешнијих шведских хокејашких тимова који је део елитне шведске СХЛ лиге још од 1960. године. 
Титулу националног првака Бринес је освајао 13 пута, а последња титула освојена је у сезони 2011/12. када је у финалној серији плејофа савладана екипа Шелефтеа са укупно 4:2 у победама. Пре тога хокејаши Бринеса су победили Фрелунду у четврфиналу (са 4:2) и Ферјестад у полуфиналу (са 4:1).
Челници клуба су 20. новембра 2013. потписали петогодишњи уговор о сарадњи са Уницефом, чиме је ХК Бринес постао првим хокејашким клубом у свету који се одлучио на тај вид сарадње са тим хуманитарним фондом Уједињених нација задуженим за помоћ деци и омладини.
Клуб је у јуну 2014. потписао уговор о партнерству са општином Јевле према којем ће општина плаћати трошкове одржавања арене у којој клуб игра, у замну за права кориштења имена (Јевлеринкен арена). Уговор је потписан на 5 година.

## Клупски успеси
- Национални првак: 13 пута (1963/64, 1965/66, 1966/67, 1967/68, 1969/70, 1970/71, 1971/72, 1975/76, 1976/77, 1979/80, 1992/93, 1998/99, 2011/12)
- Финалиста плеј-офа: 1 пут (1994/95)

## Повучени бројеви дресова
Због великих заслуга појединих играча за сам клуб, ХК Бринес је из употребе повукао дресове са следећим бројевима:
| - #1 Вилијам Лефквист (Г) - #4 Ленарт Јохансон (Н) - #6 Торд Лундстрем (Н) | - #10 Ларс-Јеран Нилсон (Н) - #11 Ханс Линдберг (Н) - #12 Хокан Викберг (Н) | - #14 Стиг Салминг (О) - #16 Стефан Карлсон (Н) - #26 Андерс Хус (Н) |

## Познати играчи
| - Никлас Бекстрем - Инге Хамарстрем | - Томи Мелкерсон - Матс Неслунд | - Стефан Персон - Берје Салминг | - Ленарт Сведберг - Никлас Андерсен |